# Nigel (Südafrika)
Nigel ist eine Stadt in Südafrika. Sie gehört zur Provinz Gauteng und liegt in der Metropolgemeinde Ekurhuleni, die vormals in ähnlicher Lage als East Rand bekannt war. 2011 hatte Nigel 38.318 Einwohner.

## Name
Als im Gebiet der heutigen Stadt Nigel Gold entdeckt wurde, verkaufte der damalige Landbesitzer seine Farm. Er soll damals das Buch The Fortunes of Nigel (deutsch: „Nigels Schicksale“) von Walter Scott gelesen haben. Die Firma wurde Nigel Gold Mining Company genannt. Die Stadt hieß daraufhin ebenfalls Nigel.

## Geographische Lage
Die Stadt liegt 1570 Meter über dem Meeresspiegel. Nigel liegt am Südostrand des Witwatersrands. Nördlich liegt die Stadt Springs, südlich die Stadt Heidelberg.

## Geschichte
1886 wurde auf der Farm Varkensfontein Gold entdeckt. Bis 1923 war Nigel eine kleine Bergbausiedlung. 1923 wurde es Dorf, 1930 erhielt es Stadtrechte. In den 1930er Jahren entwickelte sich Nigel besonders schnell. Die Sub Nigel Gold Mine war damals die weltweit ertragreichste Goldmine. 1935 erhielt Nigel einen Anschluss an die Bahnstrecke Springs–Heidelberg.
2000 wurde Nigel Teil der Ekurhuleni Metropolitan Municipality.

## Wirtschaft
Heute sind die Haupteinnahmequellen der Stadt der Bergbau und mehrere Betriebe der Schwerindustrie.